# أمينة عضيمي
أمينة عضيمي هي مدافعة عن حقوق المرأة ذات الإعاقة في أفغانستان، في عام  2012 فازت بجائزة برنامج الأمم المتحدة الإنمائي للعدالة والمجتمع والتمكين.[بحاجة لمصدر]

## سيرتها
ولدت عظيمي في أفغانستان في الثمانينيات، وفقدت ساقها اليمنى في سن الحادية عشرة نتيجة إصابة منزلها بقذيفة صاروخية خلال الحرب الأهلية الأفغانية المستمرة. وضعتها إصابتها ضمن مجموعة كبيرة من الأفغان المعاقين في بلد به أعلى نسبة من الأشخاص ذوي الإعاقة في العالم من حيث عدد السكان. كشخص معاق، واجهت عظيمي مشاكل في العودة إلى المدرسة وبالتالي واجهت التمييز عندما سعت للحصول على عمل. أصبحت عظيمي مدافعة عن حقوق النساء ذوات الإعاقة من أفغانستان.
في عام 2007 أسست لجنة الدفاع عن النساء ذوات الإعاقة  (WAAC).  وأنشأت كذلك منظمة تمكين النساء ذوات الإعاقة (EWD) في عام 2011. في عام 2012، مُنحت عظيمي جائزة برنامج ألامم المتحدة الانمائي للعدالة والمجتمع والتمكين بصفتها أحد أبطال السلام الناشئين.
دعت عظيمي إلى القضاء على التمييز ضد الناجين من الألغام الأرضية كمقدمة وصحفية لبرنامج إذاعي يسمى (قاهر قهرمان). تم دعم البرنامج أولاً من قبل برنامج العمل الوطني للإعاقة التابع لبرنامج الأمم المتحدة الإنمائي. ثم مركز الأمم المتحدة للأعمال المتعلقة بالألغام في أفغانستان وانترنيوز. تعمل ايضاً في منظمة الناجين من الألغام الأفغانية (ALSO).